# Turó de les Rovires
El Turó de les Rovires és una muntanya de 257 metres que es troba entre els municipis d'Argentona i de Dosrius, a la comarca del Maresme.